# Клехо зеленокрилий
Клехо зеленокрилий (Hemiprocne longipennis) — вид серпокрильцеподібних птахів родини клехових (Hemiprocnidae).

## Поширення
Вид мешкає в тропічних низинних дощових лісах на Малайському півострові, в Індонезії, на Філіппінах.

## Опис
Тіло завдовжки до 25 см. Вага — близько 40 г. Верхня частина тіла темно-синього забарвлення, на боках та крилах переходить у темно-зелене. Черево та груди білі. Голова чорна. На голові довгий чубчик. Пір'я, що накриває вуха, у самців темно-каштанове, у самиць — темно-зелене.

## Спосіб життя
Живиться у польоті, полюючи на дрібних комах. Гніздо будує на гілках дерев на висоті 5-30 метрів. У гнізді одне сіро-блакитне яйце. Насиджують обидва батьки.